# Ernst Biberstein
Ernst Emil Heinrich Biberstein, född Ernst Szymanowski 15 februari 1899 i Hilchenbach, död 8 december 1986 i Neumünster, var en tysk SS-Obersturmbannführer, evangelisk pastor.
Biberstein var mellan september 1942 och maj 1943 chef för Einsatzkommando 6 inom Einsatzgruppe C och ansvarig för massmord på drygt 3 000 judar i Ukraina. Han övervakade även avrättningar i gasvagnar.
Vid Einsatzgruppenrättegången 1947–1948 dömdes Biberstein till döden genom hängning, men straffet omvandlades 1951 till livstids fängelse. Han frisläpptes dock redan 1958.